# Mark Strube
Mark Strube (Milwaukee) es un deportista estadounidense que compitió en vela en la clase Star. Ganó una medalla de oro en el Campeonato Europeo de Star de 2006.

## Palmarés internacional
| \| Campeonato Europeo[n 1] \| Campeonato Europeo[n 1] \| Campeonato Europeo[n 1] \| Campeonato Europeo[n 1] \| \| Año \| Lugar \| Medalla \| Clase \| \| ----------------------- \| ----------------------- \| ----------------------- \| ----------------------- \| \| 2006 \| Viareggio (Italia) \| Medalla de oro \| Star \| |                    |                |       |
| Campeonato Europeo |                    |                |       |
| Año | Lugar              | Medalla        | Clase |
| 2006 | Viareggio (Italia) | Medalla de oro | Star  |

1. ↑  En algunas ediciones del Campeonato Europeo se permitió la participación de regatistas de otros continentes.